# Lovesick Blues
Lovesick Blues è un noto brano musicale scritto da Irving Mills e Cliff Friend.
Il brano è stato inciso la prima volta da Elsie Clark il 21 marzo 1922.
La canzone è uno standard della musica country, ed è uno dei brani più noti del XX secolo. La prima versione di successo è quella di Hank Williams del 1949.

## Altre versioni
Tra le altre versioni vi sono quelle di Sonny James (1957), Glen Campbell (1974), George Strait (1992), LeAnn Rimes (1999), Loretta Lynn, Dolly Parton e Tammy Wynette (in trio nel 1993).